# Sơn dương Đông Dương
Sơn dương Đông Dương (Danh pháp khoa học: Capricornis milneedwardsii maritimus) hay còn gọi đơn giản là sơn dương hay linh dương, dê rừng là loài động vật thuộc họ Trâu bò, thuộc Bộ ngón chẵn. Sơn dương Đông Dương là một phân loài của Sơn dương lục địa thuộc Chi Tì linh, chúng phân bố đặc hữu ở vùng Đông Nam Á chủ yếu là bán đảo Đông Dương, ở các quốc gia như: Việt Nam, Lào, Campuchia, Thái Lan và Miến Điện. Ở Campuchia chúng được gọi là Sat-ket (សត្វកែះ) và ghi nhận có ở Mondulkiri.
Ở Việt Nam, loài này được gọi đơn giản là sơn dương hay dê rừng, được người Mường gọi là nai đá, người Thái gọi tu dương, người Nùng gọi là tu kết. Số lượng của chúng hiện nay ngày càng suy giảm do do săn bắn và bẫy bắt thường xuyên, môi trường sống bị thu hẹp và chia cắt. Loài này đã được đưa vào Sách đỏ Việt Nam và thuộc diện quý hiếm nguy cấp.

## Đặc điểm

### Mô tả

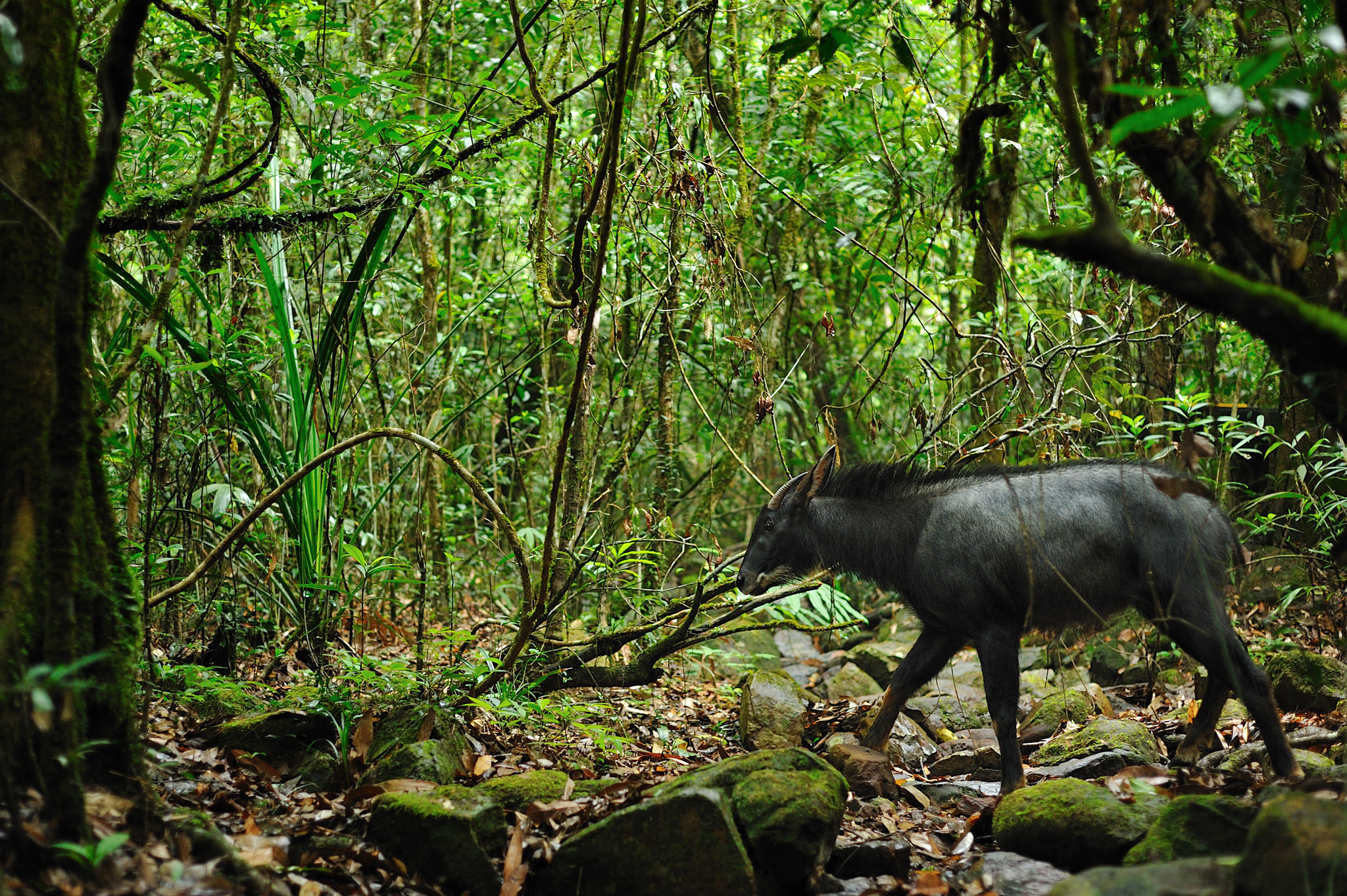
Một con sơn dương Đông Dương trong tự nhiên

Sơn dương Đông Dương là loài thú cỡ lớn, con trưởng thành trên 150kg, toàn thân phủ lông dày, sừng ngắn (10–15 cm) cong về phía sau, đuôi rất ngắn. Có những cá thể có thể có trọng lượng 128 Kg được xác định theo kinh nghiệm của dân địa phương xem kích cỡ bộ da suy ra trọng lượng. Nhiều con sơn dương đực to lớn như con hươu, còn con sơn dương đầu đàn thì cặp sừng đen nhánh, to lớn hơn con bê nhỡ.
Theo quan niệm, sừng linh dương là vị thuốc có nhiều tác dụng chữa bệnh. Bột lấy từ sừng của nó uống để thải độc ra ngoài cơ thể rất hay, Cái sừng của loài linh dương được cho là rất thần hiệu trong việc trục độc, sừng linh dương được y học cổ truyền gọi là linh dương giác (Cornu Antelopis) dùng làm thuốc điều hòa gan, chữa được bệnh mờ lòa mắt, sợ sệt, sốt cao, sừng linh dương vị mặn, tính hàn, không độc, trị cổ trướng, lở, thấp, nhiệt phong, kinh giản, loạn huyết và chướng khí., dân bản địa cho rằng sừng sơn dương là quý hơn cả, có thể dùng chữa sốt cao, sơn lam trướng khí. Nó cũng là một vị thuốc chống sảy thai, chữa co giật, đau đầu, nôn mửa rất hiệu nghiệm.
Tiết dê núi đại bổ chữa huyết hư, trúng độc, ngã tụ máu sưng đau, chóng mặt, đau lưng... Lấy tiết vừa cắt ở con vật uống hoặc hòa với rượu nặng lắc đều rồi uống thì mỏi gối hay đau xương đều đỡ ngay. Nếu ngâm thêm vào rượu tiết dê các dược liệu như đại hồi, quế chi... sẽ trở thành bình rượu quý chữa phong hàn và một số bệnh trong nội tạng. Những con dê núi còn sống mang về chọc lấy tiết, khi tiết dê núi vừa chảy ra, có những người cầm bát uống luôn. Có những người bạo hơn, dám ăn cả tim dê núi còn sống. Thịt sơn dương ngon nhất là nướng lá hoặc nấu giả cầy, mùi vị của nó ngon chứ không như thịt dê.

### Tập tính
Sơn dương Đông Dương sống ở vùng rừng núi đá, chủ yếu là những vùng núi đá vôi có độ cao khoảng từ 50m tới 2000m so với mặt nước biển. Sơn dương kiếm ăn ở lưng chừng núi đá và trên các đỉnh núi với thức ăn là cỏ, lá, cành cây nhỏ, mầm cây, quả cây, rêu trên vách đá. Loại sơn dương này rất thích ăn muối và chúng đặc biệt có khứu giác rất nhạy với muối, dù ở xa hàng vài kilomet nhưng chúng vẫn có thể ngửi thấy mùi muối và mò đến. Chiều đến được là chúng trên núi đá, và nghe tiếng chúng o e trên rừng. Vào buổi chiều sơn dương thường bị khát vào lúc đó, còn buổi sáng chúng thường liếm nước sương đọng ở trên lá cây. Tuy nhiên, không phải lúc nào sơn dương cũng ra uống nước, chỉ vào những ngày khô hanh, có nắng, sơn dương khát nước mới chịu mò ra. Do đó việc săn sơn dương chủ yếu diễn ra vào các buổi chiều, khi mặt trời ngang tầm núi. Lúc đó, sơn dương khát nước, lần mò ra các chuôm ở đồng để uống nước.
Mùa sinh sản của linh dương tập trung vào tháng 3-4, động dục ghép đôi vào tháng 8-10 trong năm, thời gian có chửa 140-210 ngày, mỗi lứa đẻ một con. Vào mùa sinh sản, chúng kêu o e suốt ngày trên rừng, đến mùa sinh đẻ của chúng, nhiều bản làng nghe tiếng sơn dương kêu o oe gọi nhau suốt ngày. Chúng sinh sống tập trung nhiều, đi thành từng bầy 4-5 con, là loài thú tinh khôn có bước chân nhẹ như gió, đặc biệt khả năng chạy nhảy rất tuyệt vời, chúng có thể nhảy từ núi đá này sang núi đá kia với khoảng cách vài chục mét. Chúng đá hậu rất giỏi, từng có người thợ săn bị thương do chúng đá hậu hay bị sơn dương húc khi chúng hoảng loạn vì bị dồn vào đường cùng do đó khi săn loài này đặc biệt phải tránh đứng đằng phía chân sau của chúng.

### Thiên địch
Chúng cũng là loài thú hiền lành, nhút nhát, kẻ thù của linh dương là các loài thú ăn thịt cỡ lớn như hổ, báo, trăn. Từng có ghi nhận kể về cảnh dã thú bắt sơn dương, có câu chuyện về con hổ to lớn đói mồi, không rõ nó săn con sơn dương từ đâu, nhưng hổ ham mồi đuổi ra mãi bìa rừng mới bắt được. Trên đồng lúc đó còn vài người phụ nữ đang mót khoai sắn, nghe tiếng gầm gừ, nhìn lên thấy con hổ màu lông như lửa đang ngoạm con sơn dương đực to lớn như con hươu. Nhiều người phải chạy xuống đồng để xua hổ và cứu mấy người phụ nữ. Con hổ thấy nhiều người cộng thêm tiếng ồn thì giật mình nhả mồi chạy vào rừng. Những người nhìn thấy hổ còn kể lại rằng, con hổ vô cùng lớn, to ngang như con bò mộng. Khi mọi người tiến đến gần thì thấy con sơn dương chỉ còn nằm thoi thóp, cổ đã gãy vì bị hổ ngoạm vào. Mọi người hò nhau khiêng con sơn dương về xẻ thịt. Bộ lòng thì để lại bìa rừng, để nhỡ hổ có quay lại thì trả lễ nhưng sáng hôm sau ra bộ lòng vẫn nguyên, chứng tỏ con hổ không quay lại.
Cũng có lần khi săn sơn dương, đuổi mãi chẳng được, nên dồn nó vào chân núi đá, con sơn dương nhảy tót lên lưng chừng núi. Bị vây, con sơn dương sợ hãi, quanh quẩn nhảy đi nhảy lại không lối thoát. Cuối cùng, phần vì mệt, phần vì sợ, nó chui vào một cái hang đá giữa lưng chừng núi. Nhưng nó lại bị một con trăn khổng lồ quấn chặt lấy. Thấy con trăn phun phì phì, to như thân cây, da mốc meo như khúc gỗ khô. Nó sống ở đó đã lâu nên khi con sơn dương chạy vào liền bị quấn ngay. Mọi người chạy thật nhanh vì loài trăn sống trong hang rất dễ có đôi. Nếu chậm trễ con còn lại mà nhìn thấy người thì chỉ có nắm phần chết.

## Phân bố
Ở Việt Nam phạm vi phân bố của chúng rất rộng, chúng từng phân bố từ biên giới giáp Trung Quốc tới tận nam Tây Nguyên, đổ dài từ các tỉnh phía Bắc như Sơn La, Cao Bằng, Lai Châu, Lạng Sơn đến các tỉnh miền Trung và Tây Nguyên, nơi cư trú của các tộc người Bahna, Jrai, Êđê, M'nông, Xơ-đăng, Ca Dong ở các tỉnh Đắk Lắk, Gia Lai và Kon Tum, vùng rừng Lạc Dương (Lâm Đồng) từng được ghi nhận là thánh địa của loài linh dương, các tỉnh thuộc Tây Nguyên kể trên từng là vùng sơn lâm nhung nhúc bóng dáng các đàn sơn dương nhưng nay vô cùng hiếm thậm chí là không còn nữa.
Trước đây, Phú Thọ cũng được mệnh danh là xứ sơn dương vì con người khó tiếp cận lên các độ cao trên 1000m do núi đá tai mèo hiểm trở, vì vậy đây là thiên đường của loài sơn dương.. Ở vùng xứ Lạng, địa hình ở đây chủ yếu là núi đá và rừng rậm nên rất thích hợp với loài sơn dương này, loài sơn dương còn đầy rẫy trên núi đá cheo leo, nó kêu o e suốt ngày trên rừng. Ngày trước, người dân ở đây chỉ biết đến thịt dê núi (sơn dương). Nhiều khi đi vào rừng vô tình cũng bắt gặp được chúng hoặc nhìn thấy những con dê núi nhởn nhơ ăn cỏ trên đỉnh các sườn núi đá hiểm trở. Vào các buổi chiều, đứng nhìn chúng nhảy từ núi đá này sang núi đá kia

## Săn bắt

### Thịt và xương
Từng một thời nhiều vô kể nhưng ngày nay, do thịt ngon làm thực phẩm, lông da xương có nhiều giá trị nên số phận của loài linh dương vô cùng nguy cấp. Số lượng sơn dương không nhiều, ngày càng trở nên hiếm, nhiều nơi không còn sơn dương do săn bắn bừa bãi quá mức và chưa có biện pháp bảo vệ thích hợp, chúng được đưa vào Sách đỏ vì số lượng ngày càng ít dần, cấm săn bắn và cần khoanh vùng các khu bảo vệ. Nhiều dân tộc cao nguyên cho biết hiện nay khu vực sống của họ đã không còn loại linh dương này. Từng có vụ bẫy chết sơn dương rồi xẻ thịt chia nhau. Tang vật là 1 cá thể sơn dương nặng 42 kg do chúng đặt bẫy bắt được, sau đó cùng mổ thịt chia nhau, các đối tượng này đã bị ký quyết định khởi tố vụ án hình sự. Đối tượng cùng tang vật là 42 kg thịt Sơn Dương của 1 cá thể sơn dương do đặt bẫy, sau đó cùng mổ thịt, chia nhau vận chuyển về tiêu thụ.
Người ta săn bắt sơn dương để lấy thịt ngoài ra còn dùng xương để nấu cao. Trong công đoạn nấu cao hổ cốt, Người ta thường pha thêm xương sơn dương với tỷ lệ 05 xương hổ 01 xương sơn dương (thịt và xương của sơn dương cũng thường được nấu cao với tên cao sơn dương, tuy nhiên chúng không nằm trong khảo sát của bài này). Từ công thức đó người ta thường có câu phi sơn dương bất thành hổ cốt. Ở Việt Nam, Vào thời điểm hiện tại để nấu được một lạng cao hổ thành phẩm phải bỏ ra khoảng 20 triệu đồng (cứ 10 kg xương hổ kèm 3 kg xương sơn dương.

### Linh dương giác
Nạn săn bắn loài vật này ngoài việc lấy thịt còn là một thú chơi lấy sừng hay còn gọi là linh dương giác, nhiều người dân chơi có máu dị đoan hăng hái săn lùng linh dương giác hay săn sừng linh dương vì năm 2015 là năm cầm tinh con dê. Đây là thú chơi sừng động vật quý hiếm, sừng linh dương khi núi rừng vắng bóng nó, khi người ta tuyên bố không tìm thấy nó ở núi rừng Việt Nam nữa thì khi ấy cái sừng của nó sẽ rất rất có giá trị. Sừng linh dương còn được một số người hoạt động trong ngành Đông y, đặc biệt là các quý ông tích cực quan tâm, người ta mong săn được cái sừng linh dương để năm con dê bày biện lấy may và mài lấy bột tẩm bổ, tuy nhiên, tác dụng thực của sừng linh dương không nhiều.
Hiện nay nhiều người sưu tập linh dương giác qua việc tìm đến, hay cho người nếu có dịp đi qua ghé hỏi thăm người dân tộc người Cil bản xứ có còn lưu giữ những cái sừng linh dương mà ngày trước họ từng săn bắn lấy thịt, nếu còn thì mua lại. Người Cil như nhiều tộc người thiểu số ở Tây Nguyên, ngày trước mỗi khi săn được thú lấy thịt, họ thường lấy cặp sừng để đánh dấu chiến tích, hay treo trong nhà làm cảnh. Ngoài ra, thú chơi sừng linh dương dưới nhiều hình thức như làm chuôi dao đã khiến loài thú này đứng trước nguy cơ tuyệt chủng. Có những con bị sa một chân vào bẫy thòng lọng dây bẫy là cáp lụa loại sáu sợi được tách ra từ cáp kéo gỗ nguyên liệu giấy và bị giết để lấy da, bẫy bắt nó dễ như bắt dê nhà.

### Ở Miền Bắc

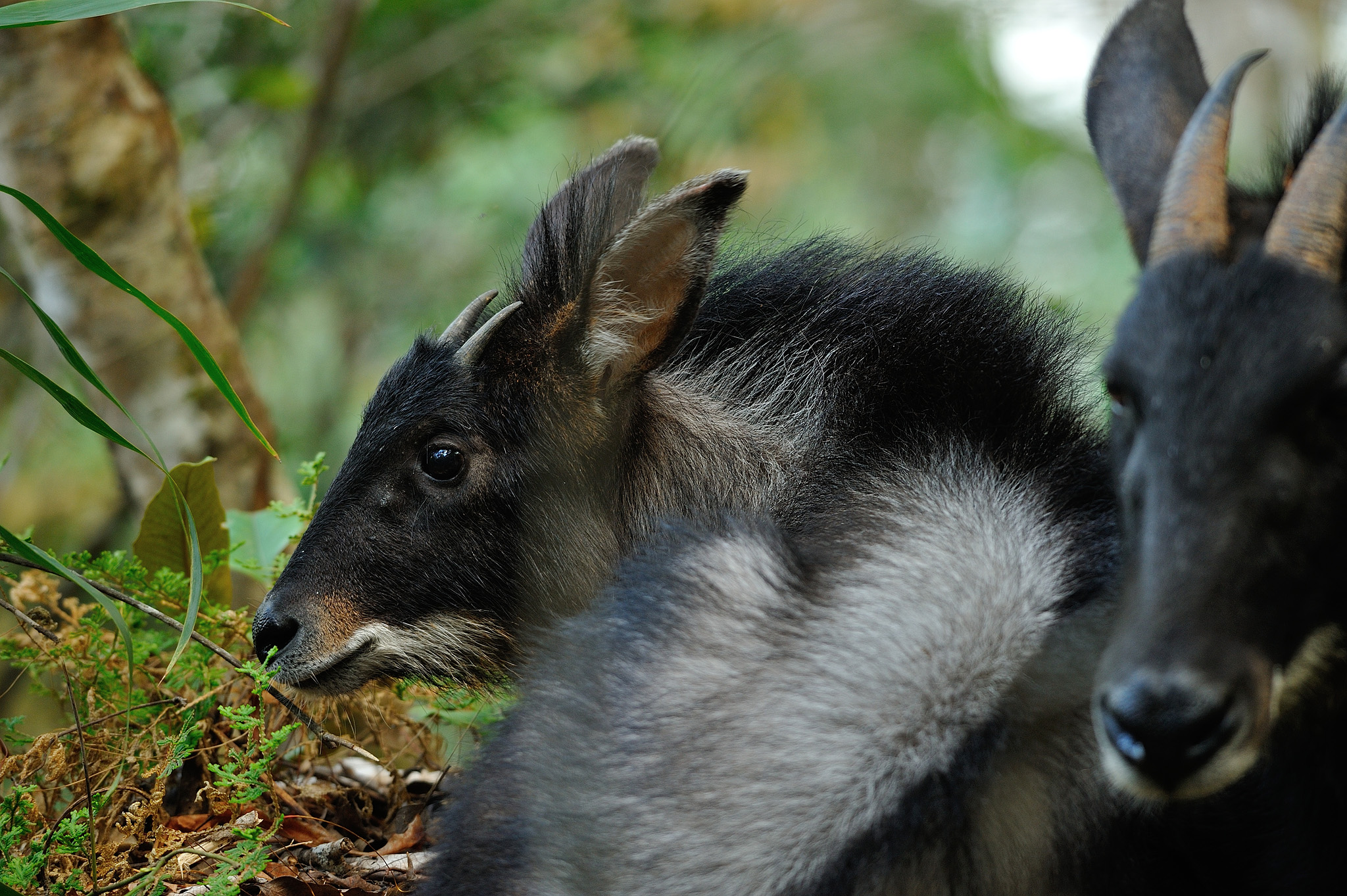
Gia đình sơn dương

Sơn dương Đông Dương có thời ở miền Bắc nhiều, vào mùa khô, việc săn sơn dương núi bắt đầu nhộn nhịp và trở nên náo nhiệt. Không phải một người mà hàng chục người trong bản cùng kết hợp đi săn sơn dương. Vì nhiều sơn dương, nên ở đây việc săn, bẫy sơn dương khá nhộn nhịp. Bình thường, vào các mùa mưa, việc săn chủ yếu do các thợ săn lão luyện thực hiện. Có nhiều cách để săn như dùng cung nỏ, súng kíp.
Có cách khác là làm bẫy rồi đặt mồi nhử chúng vào để bắt sống. Mùa săn sơn dương núi thực sự là vào mùa khô. Vì vào mùa mưa thì thức ăn trong rừng và nước uống rất nhiều nên loài sơn dương ít khi ra bên ngoài. Đến mùa khô, do nguồn thức ăn hiếm hơn, nước uống ở các suối trong rừng, nước ở các khe đá cũng cạn, khát nước nên chúng thường mon men ra hẳn những vũng, những chuôm để tìm nước uống. Vì vậy, việc săn dê lúc này mới thực sự trở nên nhộn nhịp hơn và để săn chúng có khi phải huy động gần hết người trong bản.
Việc làm bẫy cũng khá công phu, có hai cách làm bẫy sơn dương. Một là đào một cái hố thật sâu rộng, bên dưới cắm cọc nhọn, bên trên hố phủ loại lá mà sơn dương thích ăn, có rắc muối. Khi đến ăn muối, nếu dẫm chân vào chỗ hố sâu được phủ lá bên trên những con sơn dương này sẽ ngã xuống hố và bị cọc nhọn đâm vào người. Tuy nhiên, loại bẫy này chỉ bắt được những con sơn dương ham ăn và còn non. Còn những con sơn dương trưởng thành rất tinh khôn và khả năng nhảy của chúng thì tuyệt vời nên rất khó mắc bẫy.
Loại bẫy thứ hai được tạo bằng các loại dây, làm như cái thòng lọng chó. Dây làm bẫy phải dẻo và dai, nếu là màu trắng thì càng tốt để chúng khó phát hiện. Loại bẫy này phải đặt ở những đoạn đường mà sơn dương hay đi lại. Bẫy được căng một cách khéo léo và kín đáo sao cho sơn dương không phát hiện được. Khi sơn dương vô tình dẫm vào thòng lọng sẽ thắt chặt vào chân, càng giẫy thì càng khó thoát. Khi đó, người đặt bẫy chỉ việc đến tìm cách bắt về.
Những ao gần bìa rừng phải tát cạn nước, chỉ để những ao giữa cánh đồng. Vào những buổi chiều, hàng chục người khỏe mạnh trong bản, nhanh nhẹn rủ nhau phục kích gần các ao có nước ở trên cánh đồng. Khi thấy sơn dương xuống uống nước, chờ chúng đi ra giữa cánh đồng thì lập tức quây bốn phía. Vì loài này chạy nhảy cực giỏi nên không bao giờ áp sát được chúng. Nếu muốn săn chỉ có một cách là dồn chúng chạy vào những ruộng lầy, lún, sụt hoặc những vũng có bùn. Khi đã chạy vào đây rồi, chúng chỉ có nước vẫy vùng, vì sơn dương quen chạy nhảy trên chỗ đất cứng và núi đá nên khi đã sa lầy thì không chạy nổi, hoặc chạy chậm và khó thoát.
Khi nhìn thấy chúng ở những hẻm đá thì chia nhỏ lực lượng quây chúng. Loài này rất nhút nhát nên thấy người ở đâu là chúng bỏ chạy ngay. Cứ thế dồn chúng vào những hẻm đá, hang đá rồi lấy giáo mác đâm là có thể bắt được. Cần dồn chúng vào chỗ vách đá núi chọn sẵn trong khi nhiều người đứng quây để chúng không còn đường chạy nhảy là được. 
Có những lần mải đuổi theo sơn dương chạy vào trong hang núi, khi người chui vào hang để bắt thì thấy con sơn dương đang bị con trăn khổng lồ quấn chặt. Có những lần, sơn dương bị hổ ham mồi đuổi ra tận cánh đồng, dân làng đánh trống khua chiêng để xua đuổi và cướp sơn dương từ miệng hổ.